# Elecciones subnacionales de Bolivia de 2010
Las elecciones subnacionales de Bolivia de 2010 se llevaron a cabo el 4 de abril. Las autoridades departamentales y municipales fueron elegidas por un universo de alrededor de 5 millones de votantes.

## Resultados

### Gobernadores
| Partido                                                                | Partido         | Votos     | %        | Candidatos | Electos |
| ---------------------------------------------------------------------- | --------------- | --------- | -------- | ---------- | ------- |
| Movimiento al Socialismo                                               | MAS-IPSP        | 1 870 652 | 50,10 %  | 9          | 6       |
| Verdad y Democracia Social                                             | VERDES          | 515 370   | 13,8 %   | 1          | 1       |
| Movimiento Sin Miedo                                                   | MSM             | 373 654   | 10,01 %  | 6          | 0       |
| UN-CP                                                                  | UN-CP           | 174 175   | 4,66 %   | 1          | 0       |
| Frente de Unidad Nacional                                              | UN              | 173 432   | 4,64 %   | 2          | 0       |
| Camino al Cambio                                                       | CC              | 97 726    | 52,62 %  | 1          | 1       |
| Chuquisaca Somos Todos                                                 | CST             | 72 314    | 1,94 %   | 1          | 0       |
| Movimiento Nacionalista Revolucionario                                 | MNR             | 70 268    | 1,88 %   | 5          | 0       |
| Movimiento por la Soberanía                                            | MPS             | 67 863    | 1,82 %   | 1          | 0       |
| Primero El Beni                                                        | P.B             | 64 055    | 1,72 %   | 1          | 1       |
| Todos por Santa Cruz                                                   | TODOS           | 43 929    | 1,18 %   | 1          | 0       |
| Alianza Social                                                         | AS              | 31 564    | 0,85 %   | 1          | 0       |
| Alianza Social Patriótica                                              | ASP             | 30 361    | 0,81 %   | 1          | 0       |
| Agrupación Ciudadana Uqharikuna                                        | ACU             | 27 873    | 0,75 %   | 1          | 0       |
| Frente Amplió                                                          | FA              | 25 031    | 0,67 %   | 1          | 0       |
| Movimiento Nacionalista Revolucionario-PUEBLO                          | MNR-PUEBLO      | 18 269    | 0,49 %   | 1          | 0       |
| Consenso Popular                                                       | CP              | 16 744    | 0,45 %   | 1          | 0       |
| Frente Cívico Regional Potosinista                                     | FCRP            | 15 960    | 0,43 %   | 1          | 0       |
| Poder Autonómico Nacional                                              | PAN             | 13 909    | 0,37 %   | 1          | 0       |
| Fuerza Ciudadana Nacionalista                                          | FCN             | 8 937     | 0,24 %   | 1          | 0       |
| Libertad y Democracia Renovadora                                       | LIDER           | 8 752     | 0,23 %   | 1          | 0       |
| Convergencia Amazónica                                                 | CA              | 5 949     | 0,16 %   | 1          | 0       |
| Falange F-19                                                           | F-19            | 5 476     | 0,15 %   | 1          | 0       |
| Nacionalidades Autónomas por el Cambio y Empoderamiento Revolucionario | NACER           | 1 894     | 0,05 %   | 1          | 0       |
| Votos válidos                                                          | Votos válidos   | 3 734 157 | 84,84 %  | 42         | 9       |
| Votos en blanco                                                        | Votos en blanco | 454 622   | 10,33 %  |            |         |
| Votos nulos                                                            | Votos nulos     | 212 456   | 4,83 %   |            |         |
| Total de votos                                                         | Total de votos  | 4 401 235 | 100,00 % |            |         |
| Fuente: Atlas Electoral                                                |                 |           |          |            |         |

### Alcaldes
| Partido                       | Partido         | Votos     | %        | Candidatos | Electos |
| ----------------------------- | --------------- | --------- | -------- | ---------- | ------- |
| Movimiento al Socialismo      | MAS-IPSP        | 1 369 547 | 34,46 %  | 336        | 228     |
| Movimiento Sin Miedo          | MSM             | 544 016   | 13,69 %  | 185        | 22      |
| Santa Cruz Para Todos         | SPT             | 342 223   | 8,61 %   | 1          | 1       |
| Movimiento al Socialismo-ASIP | MAS-ASIP        | 196 868   | 4,95 %   | 1          | 0       |
| Frente de Unidad Nacional     | UN              | 183 681   | 4,62 %   | 33         | 0       |
| UN-CP                         | UN-CP           | 128 009   | 3,22 %   | 12         | 0       |
| Otros partidos                | Otros           | 1 209 393 | 30,45 %  |            | 86      |
| Votos válidos                 | Votos válidos   | 3 973 737 | 90,15 %  | ?          | 337     |
| Votos en blanco               | Votos en blanco | 191 173   | 4,34 %   |            |         |
| Votos nulos                   | Votos nulos     | 243 092   | 5,51 %   |            |         |
| Total de votos                | Total de votos  | 4 408 002 | 100,00 % |            |         |
| Fuente: Atlas Electoral       |                 |           |          |            |         |